# Terapia fotodinamica

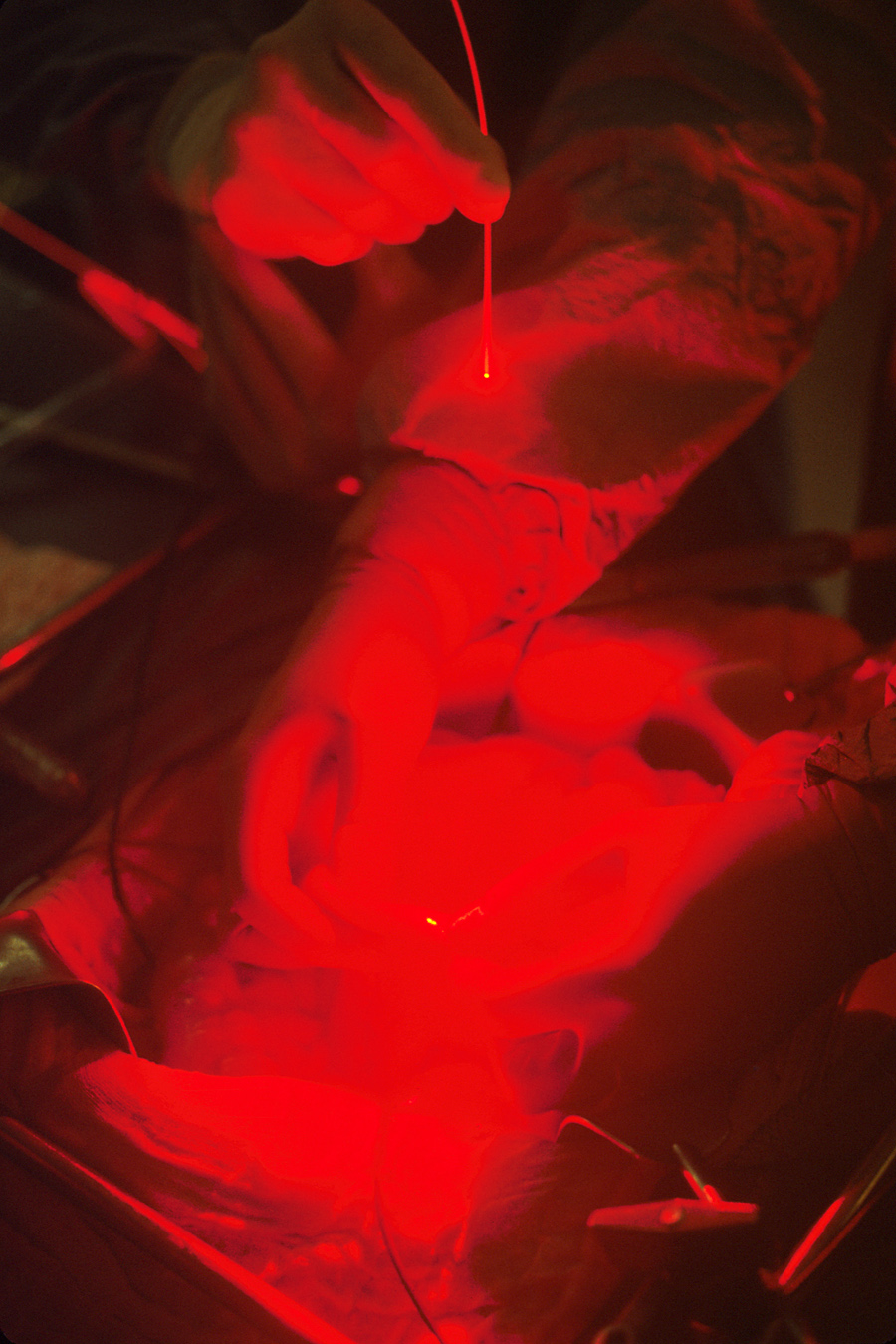
L'immagine in sede intraoperatoria mostra il chirurgo che irradia mediante l'uso di una fibra ottica la zona sotto terapia. La fibra è connessa ad un raggio laser operante alla lunghezza d'onda appropriata (visibile rossa in questo caso). Al paziente viene prima somministrata una sostanza fotosensibile (es: Photofrin) che viene assorbita dalle cellule cancerose in maniera preferenziale. Durante il trattamento, il raggio uscente dalla fibra è posizionato in prossimità del tumore e manipolato dal chirurgo in maniera opportuna, in questo modo la luce attiva le sostanze in grado di uccidere solo le cellule cancerose con danno minimo a quelle circostanti.

La terapia fotodinamica (PDT: Photodynamic therapy) è un trattamento per il cancro che involve tre componenti chiave: una sostanza fotosensibile, luce, e l'ossigeno tissutale. La PDT è in corso di sperimentazione per il trattamento di psoriasi ed acne, approvato ne è il trattamento delle varie forme di maculopatia degenerativa. Il medico tedesco Friedrich Meyer–Betz effettuò i primi studi su pazienti umani nel 1913 con quella che inizialmente era nota come Terapia Fotoradiante (FRT) usando porfirina come sostanza fotosensibile. Meyer–Betz sperimentò gli effetti dell'ematoporfirina-FRT sulla sua stessa pelle. Thomas Dougherty del Roswell Park Cancer Center, come altri nel mondo, divenne un eminente sostenitore ed educatore della PDT.
La PDT matura come tecnologia medica fattibile attorno agli anni ottanta in vari istituti di tutto il mondo. I primi pazienti furono trattati al Roswell Park Comprehensive Cancer Center, al Los Angeles Childrens Hospital, al Los Angeles County Hospital ed in altre cliniche ed ospedali negli Stati Uniti ed altri paesi. Ma si devono a John Toth, manager della Cooper Medical Devices Corp/Cooper Lasersonics, i primi laser clinici ad argon, grazie ai quali l'effetto chimico-fotodinamico della terapia fu riconosciuto. Toth scrisse il primo rapporto operativo PDT chiamandola appunto "Photodynamic Therapy" per meglio supportare gli sforzi alla preparazione di dieci siti clinici in Giappone, dove il termine "radiazione" aveva connotazione negativa. La PDT ricevette ancor maggiore interesse come risultato degli sforzi di Thomas Dougherty volti all'ampliamento della sperimentazione clinica e all'istituzione nel 1986 dell'"International Photodynamic Association"